# تيتسو ناكساوا
تيتسو ناگَساوا (باليابانية: 長澤 徹) (مواليد 28 مايو 1968)، هو لاعب كرة قدم ياباني سابق كان يلعب كلاعب وسط.

## وصلات خارجية
- تيتسو ناكساوا على موقع رابطة كرة القدم اليابانية للمحترفين (اليابانية)
- تيتسو ناكساوا على موقع قاعدة بيانات كرة القدم.إي يو (الإنجليزية)
- تيتسو ناكساوا على موقع Soccerway.com (الإنجليزية)
- تيتسو ناكساوا على موقع عالم كرة القدم.نت (الإنجليزية)